# Еджвуд (Каліфорнія)
Еджвуд (англ. Edgewood) — переписна місцевість (CDP) в США, в окрузі Сискью штату Каліфорнія. Населення — 72 особи (2020).

## Географія
Еджвуд розташований за координатами 41°27′39″ пн. ш. 122°25′32″ зх. д. / 41.46083° пн. ш. 122.42556° зх. д. (41.460769, -122.425678).  За даними Бюро перепису населення США в 2010 році переписна місцевість мала площу 2,64 км², з яких 2,63 км² — суходіл та 0,01 км² — водойми.

## Демографія
Згідно з переписом 2010 року, у переписній місцевості мешкали 43 особи в 18 домогосподарствах у складі 15 родин. Густота населення становила 16 осіб/км².  Було 19 помешкань (7/км²).
Расовий склад населення:
| - 95,3 % — білих - 2,3 % — осіб інших рас |

До двох чи більше рас належало 2,3 %. Частка іспаномовних становила 4,7 % від усіх жителів.
За віковим діапазоном населення розподілялося таким чином: 20,9 % — особи молодші 18 років, 65,1 % — особи у віці 18—64 років, 14,0 % — особи у віці 65 років та старші. Медіана віку мешканця становила 54,8 року. На 100 осіб жіночої статі у переписній місцевості припадало 79,2 чоловіків;  на 100 жінок у віці від 18 років та старших — 78,9 чоловіків також старших 18 років.
Цивільне працевлаштоване населення становило 16 осіб. Основні галузі зайнятості: освіта, охорона здоров'я та соціальна допомога — 37,5 %, інформація — 18,8 %.